# 克里曼丁红橘

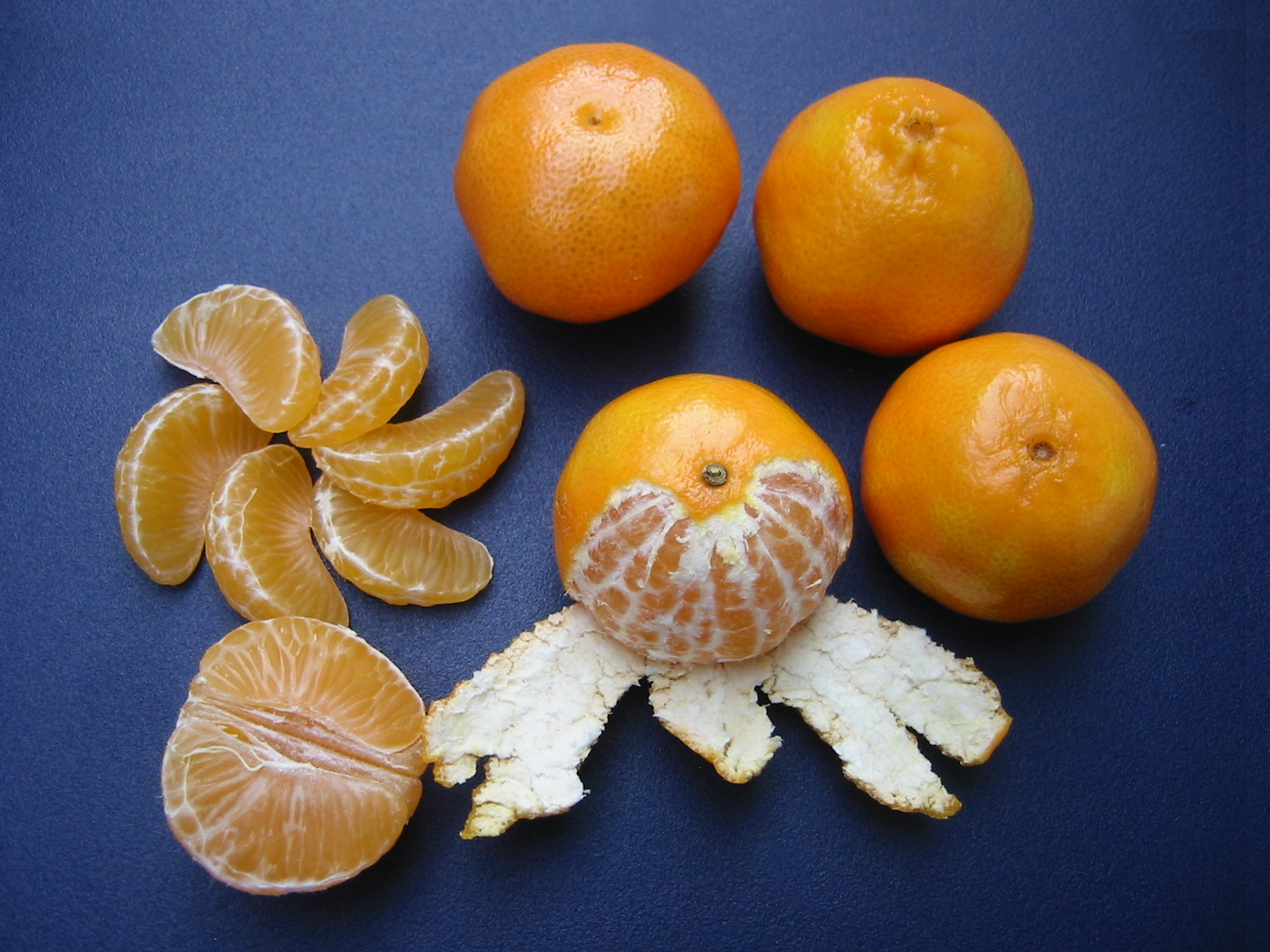
贡柑

克里曼丁紅橘（学名：Citrus ×clementina，又称克力迈丁）是一种橘柑(Tangor)類型之柑橘类水果，由地中海紅橘与甜橙杂交而成，命名于1902年。其呈橙色、果面光滑，囊瓣7至14瓣。果皮十分易剥，与瓯柑类似。商业化生产的克里曼丁红橘皆为无籽品种，故有时被看作无籽瓯柑。其果肉则汁多、味甜。.而精油则与其他柑橘相似，以柠檬烯为主，同时还含有香叶烯、芳樟醇、α-蒎烯等成分。

## 命名
此种橘子是由法国神父克莱芒·罗迪耶（Clément Rodier）1892于阿尔及利亚北部的城市米塞尔根发现的。